# 香川之景
香川 之景（かがわ ゆきかげ）は、室町時代末期から安土桃山時代の讃岐国の武将。西讃の守護代。一説に法名を釈通庵と伝わる。紋は巴九曜を用いている。
はじめは管領細川氏に仕え、三好氏に実権が移るとその旗下に入るが、安芸毛利氏の支援を得て独立状態を保つ。長宗我部氏が台頭すると織田信長に近づき偏諱を与えられ信景と名乗る（信景を別人とする説もある）が、後に長宗我部元親の次男親和を養子として傘下に入り、讃岐の国人領主の懐柔に奔走した。羽柴秀吉の四国征伐後に改易される。なお、通俗的な文献では「元景」とする用例もあるがこれは誤りである。

## 生涯

### 京兆家内乱
室町時代末期、讃岐国香川氏に生まれる。香川氏は東讃の安富氏と並び、代々讃岐国守護代を務めていた。
多度、三野、豊田三郡（後に那珂を加えた四郡）を領する。居城は讃岐国多度郡本台山城で、有事に際しての牙城として天霧城を有した。
細川京兆家の重臣である父元景は在京し、管領の政務執行を補佐する役目にあったが、京兆家は分裂を繰り返しており、内部抗争が絶えなかった。そこで元景は細川氏の勢力後退を好機として讃岐国内の内政に着手。自立の道を歩み始めることとなる。

### 善通寺合戦
之景が讃岐香川家の当主に就いた後、京兆家の実権は三好氏が握ることとなった。天文21年（1552年）には三好実休は守護の細川氏に取って代わり讃岐国内を従えようと諸将に書状を送ったが之景はこれに従わなかった。そして永禄6年（1563年）、実休（前年3月戦死）は香西元成を始め安富氏、十河氏、寒川氏など阿淡、東讃の兵八千余人を率いて押し寄せ、一宮に陣をはった。讃岐の諸将にも参陣を呼びかけ9月18日に金蔵寺に陣を移す頃には、羽床資載、福家資顕、瀧宮弥十郎、瀧宮安資、香川行景、長尾元高、新目安光、本目正利、仲行司清左衛門、山脇久友ら中讃以西の諸将も加わりその数総勢一万八千人に及んだと伝わる。
之景は家老である香川元春、河田弥太郎、河田七郎兵衛、三野栄久らと共に天霧城に入城した。そして、それに応じた大平国祐、斉藤師郷、香川左馬助、香川伊勢守、朝比奈弥太郎、秋山良泰、三野菅左衛門尉など、西讃各城の兵も加わり、総勢六千余人が城内外を固く守備した。
いざ戦闘が始まると城外で一進一退の攻防が繰り広げられたが、三好勢は堅固な天霧城へ大規模な攻城戦にはでられず、実休は、長期戦は不利とし、香西元成を介して和議を申し込むことにした。之景もこれを容れ、香川氏の所領は細川政権下の時のまま安堵することを条件に、三好氏に従い畿内の軍役を務めるとの条項で連署状を作った。そして10月20日、三好勢は軍を引き上げていった。この戦で朝比奈弥太郎は防戦の末、討死。弘法大師ゆかりの善通寺大伽藍、そして善正寺が焼失した。

### 備中への退去
しかし、永禄8年（1565年）6月に之景が家臣の秋山藤五郎に所領の安堵を約束した文書が出された後、香川氏が西讃岐で活動していた形跡が見られなくなる。また、その秋山藤五郎に対して香川五郎次郎（之景）が充てた某年月3日付の書状ではとある島に退避していることを示唆している。一方で、永禄11年11月25日付で将軍足利義昭の命で細川藤賢から備中国の細川通菫に充てた書状には備前児島における三好氏との戦いでの働きを賞するともに香川にも知らせるように命じている。こうした経緯から、永禄8年頃に三好氏の再度の侵攻を受けた之景が讃岐を追われて香川氏の勢力圏であった備中国小田郡にあった神島に追われて、近隣の浅口郡に拠点を持つ細川通菫や通菫を支配下に置いていた毛利氏の庇護を受けながら反攻の機会を窺っていたと推測されている。

### 讃州繚乱
三好家の統治下に収まりはしたが讃岐は三好家への軍役に従い畿内での戦に多くの民衆が駆り立てられ、民政は乱れ、賊による略奪や土一揆が多発、また国人領主間の争いも絶えなかった。とくに直接支配を受けていない西讃地方では反三好の気風が年々高まっていった。そんな中、天正2年（1574年）、之景は勝賀城の香西氏に組し、三好長治と対立した。長治はただちに兵を出したが、大西氏、長尾氏らも香西氏に加勢したため、ついになすところなく兵を撤退した。この年、三好笑岩は織田信長に従う（高屋城の戦い）こととなり、讃岐における三好の勢力は衰退の一途を辿っていくこととなる。

### 金倉合戦
天正3年（1575年）、隣接する那珂郡は領主の奈良元政が畿内の領地からは離れられず、宇多津聖通寺城へ戻れない状況が続き、それに乗じて従兵が民を虐げ、暴虐をなしていた。そこで之景は那珂郡を統べるべく諸氏への諜略を開始した。新目、本目、山脇の三家は之景に従ったが金倉城主金倉顕忠は、それに帰伏しないばかりか、三好氏に通じ、香川氏領との境界を侵し始めたので、兵を挙げてこれを討つ事になった。そこで之景は香西佳清へ使者を送り、香西氏配下の羽床、福家、瀧宮の三家の協力を請うことにした。香西氏はこれを承諾したので之景は香川元春、大平国祐、三野栄久を大将として壱千余人の兵を金倉郷へと差し向けた。時を隔ずして香西氏からの援兵として羽床資載、福家資顕、瀧宮安資、同弥十郎などが馳せ参じ、金倉氏に組する中津為忠城主、為忠将監を攻め、これを撃破した。金倉顕忠は、城に引きこもらず出て切所を構えて防戦した。五百余人を五手に分かち三手を香川方へと向かわせ、残る二手を顕忠自らが率いて、福家資顕の軍に向かって戦いを仕掛けた。しかし頼みの三好氏からの援軍は無く、双方戦闘をしている所へ瀧宮安資と同弥十郎の二軍が左右より挟んでせめかけて来たので顕忠は兵を引かせた。その撤退の最中に顕忠は福家の従僕の石若なるものに討ち取られ、戦闘は終わることとなった。戦闘終了後、羽床資載の計らいで那珂郡は香川方に属す事となり、ここに香川氏は西讃四郡を直領とすることになった。
ただし、天正2年（1574年）段階で織田信長の庇護下にあった細川京兆家の当主である細川信良と毛利氏の小早川隆景の交渉に香川氏が関わっている形跡が確認でき、之景は備中にいたと考えられている。その一方で、信良は奈良氏に対して香川氏と協力するように命じる文書も出しており、当時の香川氏や奈良氏が織田氏や毛利氏の支援を受けて讃岐国内で反三好氏活動を行っていたことがうかがえる（なお、当時の織田氏と毛利氏は敵対関係にはなかった）。

### 覇権の行方
織田家の版図拡大は讃岐にも影響を及ぼしていた。天正4年（1576年）、之景は香西佳清と謀り、香川元春と三野栄久を使者として手みやげに大原真盛の太刀を持参し、三好笑岩の仲介で信長に属すことを請うた。信長は喜んで使者を饗応して之景に偏諱を与えた。使者も禄として各々が馬を一頭ずつ賜った。これより之景は名を信景と改めることになった。そんな中、天正5年（1577年）、細川真之が長治討伐の兵を挙げ、長治が別宮浦で自刃してしまう。三好家は讃岐より移った十河存保があとを継いだが、三好家は混乱に陥ってしまう。
その状況を見た毛利氏は天正5年（1577年）に讃岐に侵攻、羽床氏など三好方についた讃岐の領主たちを破っている（元吉合戦）。この合戦の直前より讃岐国内での香川信景の書状が再びみられるようになり、香川氏も毛利氏の支援を受けて讃岐に復帰したと考えられている。
ちょうどその頃、土佐の長宗我部元親が四国を平定すべく讃岐侵攻への準備を進めていた。
翌天正6年（1578年）、日本三大薬師寺である高知県大豊町の豊楽寺を中心とした山岳修行のネットワークがあり、その庇護者の長曾我部元親の傘下となる国人が阿波の祖谷から讃岐の西で現れた。
藤目城の斎藤氏も長曾我部元親の傘下となったが、これを三好と十河氏が許さずに攻め立てた。
そのために藤目城は落城、これに応じて長曾我部の土佐勢が藤目城を取り返すためにやってきた。
このように最初に戦端を開いているのは十河勢であるが香川県では長曾我部が乱入してきたと教えている。
九十九山城を攻め細川氏政を駆逐し、仁尾城主細川頼弘、天神山城主吉田兼久らも各地で討死、香川氏の諸城は次々と落城した。しかし信景は十河氏からの再三の抗戦にも応じることはなかった。そして翌年、信景の弟、香川景全の家老香川備前の元へ大西頼包、先日土佐方へ降った斉藤師郷から土佐国分寺の僧が使いとして送られてきた。その内容は早々に味方になれば本領は安堵されるというものであり、備前守はその由を景全に、さらに景全が信景へと伝えた。信景はそれを容れ、土佐方への恭順の意を僧へ伝えると僧は元親にその旨を伝えた。以後、不戦の約定を交わし、香川元春、河田七郎兵衛、河田弥太郎、三野栄久の四人の家老を二人ずつ交代で土佐へと遣わし質とする代わりに元親の次男親和を香川家に入れることで和睦が成立。香川家は長宗我部家に降伏というよりは、婚姻関係を結ぶことによって同盟者となり家の存続が図られた。
しかし、香川氏が長宗我部氏に降った背景には別の事情があったと考えられている。それはこの頃、毛利氏が織田氏との対立を避けて三好氏との戦いに臨むという長年の方針を転換して京都を追放された足利義昭を奉じて織田氏と戦う方針に転換し、十河存保を三好氏の新しい当主と認めて和睦してしまった。これによって、香川氏は讃岐が三好氏の勢力圏として毛利氏に認められたことで孤立することになってしまった。一方、長宗我部氏にとってもこれまで対三好氏で連携していた毛利氏が敵に回ったものと受け止められていた（毛利氏と三好氏が和睦する前の長宗我部氏は毛利氏の影響下にある讃岐への侵攻を控えてきた）。毛利氏と三好氏による脅威を感じ、かつ織田氏とも関係を結んでいた香川氏と長宗我部氏の間で利害関係が一致したことが両者を和睦に向かわせたと考えられている。
土佐方と和睦した後、信景は岡豊へと参り元親に謁見した。長宗我部家臣中島重勝が奏者となり、進物に「長光の太刀」、「二字国俊の刀」、真綿五百把、紬百反、紅花五斤、馬一匹、その他子息簾中に至るまで各々に贈り物をし、元親も大いに喜び厚く饗応して、能乱舞などをも催させ五日間の逗留の後に帰国したとある。それからまもなくして、元親は次子親和を多度津へ送ってきた。名を香川家の通名である五郎次郎と改め、信景の娘を嫁にして世継ぎとなった。以後親和は讃岐方面軍の大将として転戦し、中富川の合戦の際には西讃岐勢五千を率いて参陣、十河城を攻撃した（第一次十河城の戦い）。また、信景自身は外交によって香西氏、羽床氏らへ土佐方への恭順を説き、降伏させている。また、引田の戦いでは秀吉の命によって十河氏救援のために渡海してきた仙石秀久の軍を大西氏と共に破った。そして天正13年（1585年）、長宗我部元親は四国のほぼ全域を支配下に収めた。

### 四国征伐
しかし平安も束の間、信長死後に勢力を拡大した羽柴秀吉が四国侵攻の意志を表明。まもなく長宗我部家と羽柴家の交渉が決裂。6月、秀吉の四国征伐が開始されることとなる。羽柴秀長を総大将に、毛利氏、宇喜多氏も参戦し、総勢11万の大軍で四国へ侵攻。対する四国勢は4万、元親は阿波白地城に本陣を構え四国各地の海岸線の防備を固めて迎え撃つこととなった。讃岐では国吉甚左衛門に西長尾城を守らせ、西讃の陣代として入交蔵人を新居城に置き、長宗我部親吉を植田城に置いて当国の諸将を統領した。しかし多勢に無勢、次々に諸城が落ちていく中、元親は谷忠澄の言を入れ羽柴家の軍門に降った。讃岐には仙石秀久が入り、聖通寺に拠点を置いた。このときの仕置によって、香川家は取り潰しとなり、ここに200余年続いた讃岐香川氏は滅亡することとなった。
その後、数名の家臣と共に土佐へ逃れ、元親から幡多郡山田郷一帯に所領を受けて居住した。最期はそのまま土佐で死去した説、戸次川合戦で戦死した説、肥後の地で暮らしそこで死去した説など諸説あり、その最期は不明である。讃岐弥谷寺に香川氏累代の墓があるが、そこに信景は眠っていない。なお、上記生没年は香川氏の末と伝わる家の系図から引用したものであるが、生没年不詳説もある。

## 逸話
本逸話は支流香川家の伝承で、信憑性は不明。伝承として考えるべきものであろう。
まだ香川家の本拠地が相模国香川荘にあった頃、香川家の当主が狩の途中に山中で雷雨に遭い、崖の近くの岩屋（洞穴）に逃げ込んだ。すると岩屋には先客の老婆がおり、濡れた体を温めるために火を焚いていた。当主は火を借りようと老婆の側近くまで行くと、老婆は当主が名乗ってもいないのに、「おやおやご領主、寒かろうからこちらへ来て火にあたりなさい」と当主が香川氏であることを言い当て、「ご領主、峠で矢をかすめて獲物を逃がした時は惜しかったですな」「姫君の病は今日は良いそうですね」などと自分しかわからないような内密な話を次々と口にした。当主は老婆を人間ではないと見抜いて、腰に差した太刀を引き抜き、老婆の頭に切りかかった。ところが太刀は老婆の頭に当たった瞬間、ポキリと折れてしまい、老婆には傷ひとつ生じなかった。それでも老婆は憮然として、「ご領主はナマクラな刀しか持っておらぬようじゃ、ならばこの太刀を進ぜましょう」と言い、見るからも優麗な太刀を差し出したという。以来、当主はその太刀を香川家の宝刀として珍重した。人々はその太刀の名を岩屋に因んで「岩屋の太刀」と呼んだという。

## 家臣団
一門衆
- 香川景全（高丸城）
- 香川景則
- 香川備前守
- 香川右馬之助（高野城）
- 香川伊勢守
- 香川伊賀守（研磨山城）
- 香川左馬助
- 香川正貫
- 西谷藤兵衛（岡本城）
- 香川頼信
- 香川義景（元吉城）
- 香川市十郎
- 福田又次郎（笠島城）
- 川田景盛
- 川田小太郎
- 川田七兵衛
- 川田六郎左衛門

四家老
- 香川元春（高谷城）
- 河田七郎兵衛
- 河田弥太郎
- 三野栄久（勝間城）

天霧城代
- 河田伝右衛門

国人衆
- 朝比奈弥太郎（甲山城）
- 秋山良泰（田村城）
- 細川氏政（九十九山城）
- 細川頼弘（仁保城）
- 大平国祐（獅子之鼻城）
- 詫間影長（詫間城）
- 近藤国久（麻城）
- 藤田宗遍（貴峯山城）
- 財田常久（本篠城）
- 斉藤師郷（藤目城）
- 吉田兼近（天神山城）
- 八倉弾正（粟島城）
- 秋山一忠（秋山良泰嫡子）
- 吉田宗久（吉田兼近嫡子）
- 大平国常（大平国祐嫡子）
- 三野栄政（三野栄久嫡子）
- 平尾基家
- 三野勘左衛門尉
- 多田又次郎
- 帰来善五郎
- 詫間孫右衛門
- 平尾基家
- 木村孫七郎
- 入江次郎兵衛

## その他関連人物
- 細川昭元（西讃府志に交流が記載されている）
- 小早川隆景（元吉合戦の際、讃岐へ派兵し、三好氏を牽制している）
- 香川景兼（岩部香川支族）

## 末裔と血族
- 武家 （香川宗家）
- 儒家 （香川修徳などの儒学者を輩出）
- 医家
- 兵家
- 豪商家
- 豪農家
- 歌学家（香川景樹などを輩出した香川氏は毛利氏に仕えた安芸香川氏末裔で、香川之景との直接的な縁はない）

## 関連書籍
- 橋詰茂「長宗我部氏の天霧城入城前後の情勢と香川氏の終焉」『香川県立文書館紀要』9号、2005年。
- 川島佳弘 著「天正五年元吉合戦と香川氏の動向」、橋詰茂 編『戦国・近世初期 西と東の地域社会』岩田書院、2019年6月。ISBN 978-4-86602-074-7。
- 『西讃府志』
- 『南海治乱記』
- 『全讃史』
- 『善通寺史』